# Et toujours les forêts
Et toujours les forêts est un roman de Sandrine Collette paru le 2 janvier 2020 aux éditions Jean-Claude Lattès et ayant reçu la même année le grand prix RTL-Lire, le prix de la Closerie des Lilas, le prix du Livre France Bleu - Page des Libraires et le prix Amerigo-Vespucci.

## Distinctions
Le roman reçoit au printemps 2020, le prix de la Closerie des Lilas, puis le grand prix RTL-Lire, le prix du Livre France Bleu–Page des Libraires et le prix Amerigo-Vespucci.

## Éditions
- Éditions Jean-Claude Lattès, 2020  (ISBN 9782709666152)[6].